# Альбирекс Ниигата Сингапур
«Альбирекс Ниигата Сингапур» (яп. アルビレックス新潟シンガポール, англ. Albirex Niigata Singapore) — сингапурский футбольный клуб. С 2004 года выступает в сингапурской S-лиге. Клуб является фарм-клубом японской Альбирекс Ниигаты.
Клуб был основан в 2004 году, и в том же году вошёл в S-лигу. Чемпионы Сингапура 2016, 2017, 2018, 2020 и 2022 годов.
Название «Альбирекс» — это комбинация слов «Альбирео», названия звезды из созвездия Лебедя (белый лебедь — символ клуба) и «rex» (с лат. — «король»).

## Достижения
- Чемпион Сингапура (5): 2016, 2017, 2018, 2020, 2022
- Обладатель Кубка Сингапура (4): 2015, 2016, 2017, 2018
- Обладатель Кубка Сингапурской лиги (4): 2011, 2015, 2016, 2017
- Обладатель Суперкубка Сингапура (4): 2016, 2017, 2018, 2023